# Durna Czubka
Durna Czubka (słow. Pyšný hrb) – turnia w górnym fragmencie Durnej Grani w słowackiej części Tatr Wysokich. Na północy graniczy z południowo-wschodnią granią Durnego Szczytu, od której oddziela ją Durna Szczerbinka, natomiast na południe od Durnej Czubki położony jest Zadni Durny Kopiniak, oddzielony wybitnymi Wyżnimi Durnymi Wrótkami.
Turnia jest wyłączona z ruchu turystycznego. Zachodnie stoki Durnej Czubki opadają do Spiskiego Kotła, natomiast wschodnie do Klimkowego Żlebu – dwóch odgałęzień Doliny Małej Zimnej Wody i jej górnego piętra, Doliny Pięciu Stawów Spiskich. Drogi dla taterników prowadzą na wierzchołek granią od południa lub od północy.
Pierwsze wejścia na Durną Czubkę miały miejsce przy okazji pierwszych przejść Durnej Grani.